# وی‌اچ‌وان
وی‌اِچ‌وان (به انگلیسی: VH1) یک شبکهٔ تلویزیون کابلی آمریکایی واقع در شهر نیویورک است. وی‌اچ‌وان در سال ۱۹۸۵ و در محلی که پیش از آن یک کانال موسیقی کابلی متعلق به شبکهٔ ترنر برای مدت کوتاهی در آن‌جا فعال بود، کارش را آغاز کرد. در آغاز، گردانندگان وی‌اِچ‌وان قصد داشتند رویهٔ موفق اِم‌تی‌وی در پخش ویدئوهای موسیقی را پیش بگیرند، اما در نظر گرفتن سلیقهٔ مخاطبان اندکی مسن‌تر از بینندگان شبکهٔ خواهر، باعث شد وی‌اِچ‌وان بیشتر به موسیقی‌های پاپ ملایم‌تر از اِم‌تی‌وی بپردازد. 
وی‌اِچ‌وان در زمان تأسیس متعلق به شرکت وارنر-اَمِکس سَتلایت انترتینمنت بود که خود آن شرکت حاصل مشارکت ام‌تی‌وی با شرکت وارنر کامیونیکیشنز بود.
وی‌اِچ‌وان و اِم‌تی‌وی در حال حاضر زیرمجموعهٔ شبکهٔ اِم‌تی‌وی هستند که شبکهٔ اِم‌تی‌وی هم زیرمجموعهٔ وایاکوم است. در حالی که وی‌اِچ‌وان هنوز هم برخی اوقات، برنامه‌های روتین موسیقی مانند ۲۰ ویدئوی برتر هفته را پخش می‌کند، اما در سال‌های اخیر بیشتر شهرت و اعتبارش را مدیون برنامه‌های مستندگونه راجع به گروه‌ها و هنرمندان موسیقی است. برنامه‌هایی مانند در پس موسیقی، مجموعه برنامه‌های من عاشق... (هستم)، مجموعه برنامه‌هایی راجع به هنرمندان و افراد محبوب و در مجموع برنامه‌هایی که عمده تمرکزشان روی فرهنگ عامه است.